# Radňovice
Radňovice település Csehországban, a Žďár nad Sázavou-i járásban. Radňovice Nové Město na Moravě és Lhotka településekkel határos. Lakosainak száma 332 fő (2024. január 1.).

## Népesség
A település lakosságának változását az alábbi diagram mutatja:
| Lakosok száma | 380  | 349  | 368  | 317  | 333  | 324  | 330  | 321  | 287  | 332  |
|               | 1869 | 1900 | 1921 | 1961 | 1980 | 2011 | 2016 | 2019 | 2021 | 2024 |